# Velký Osek

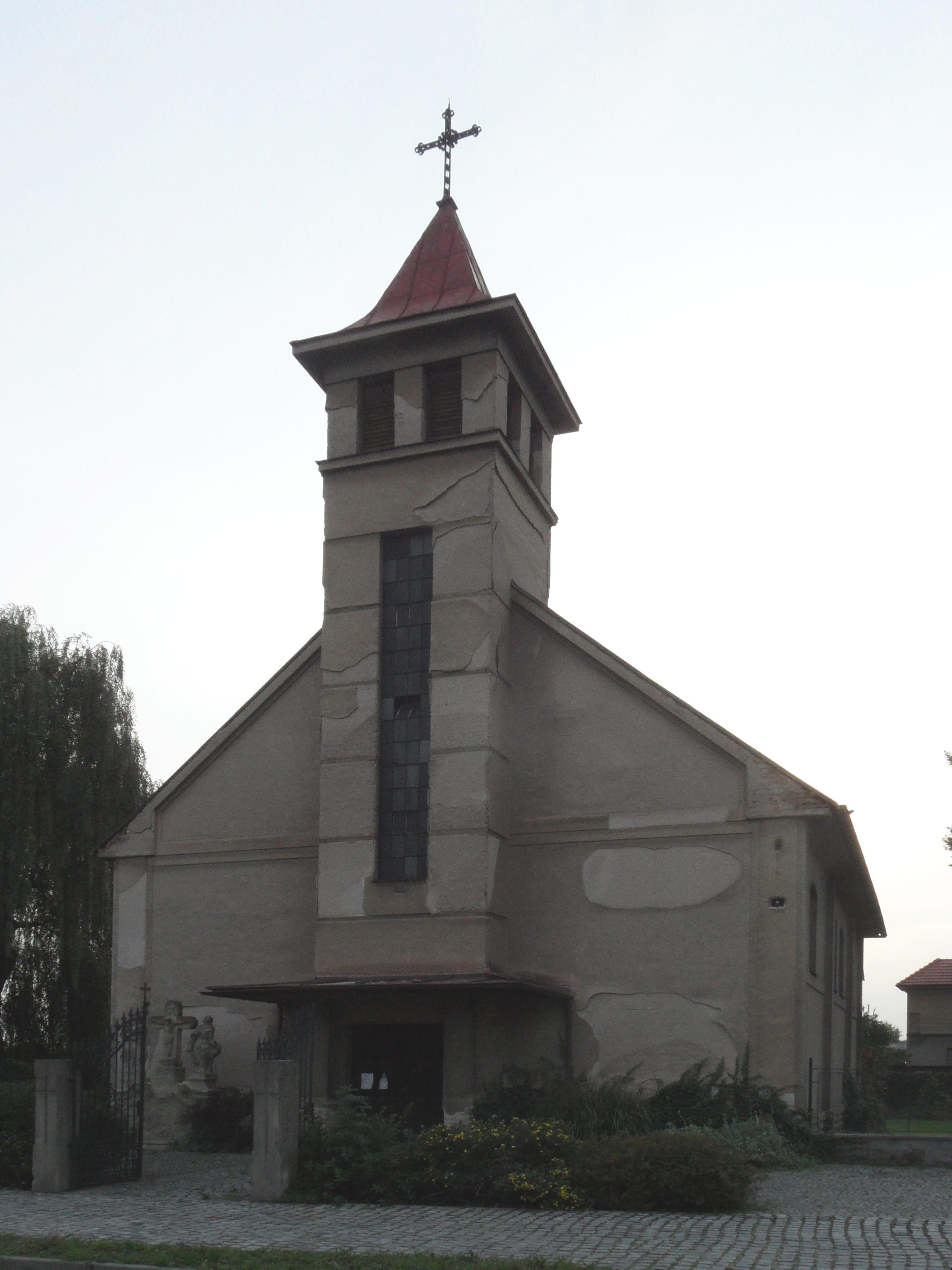
Kirche Herz Jesu

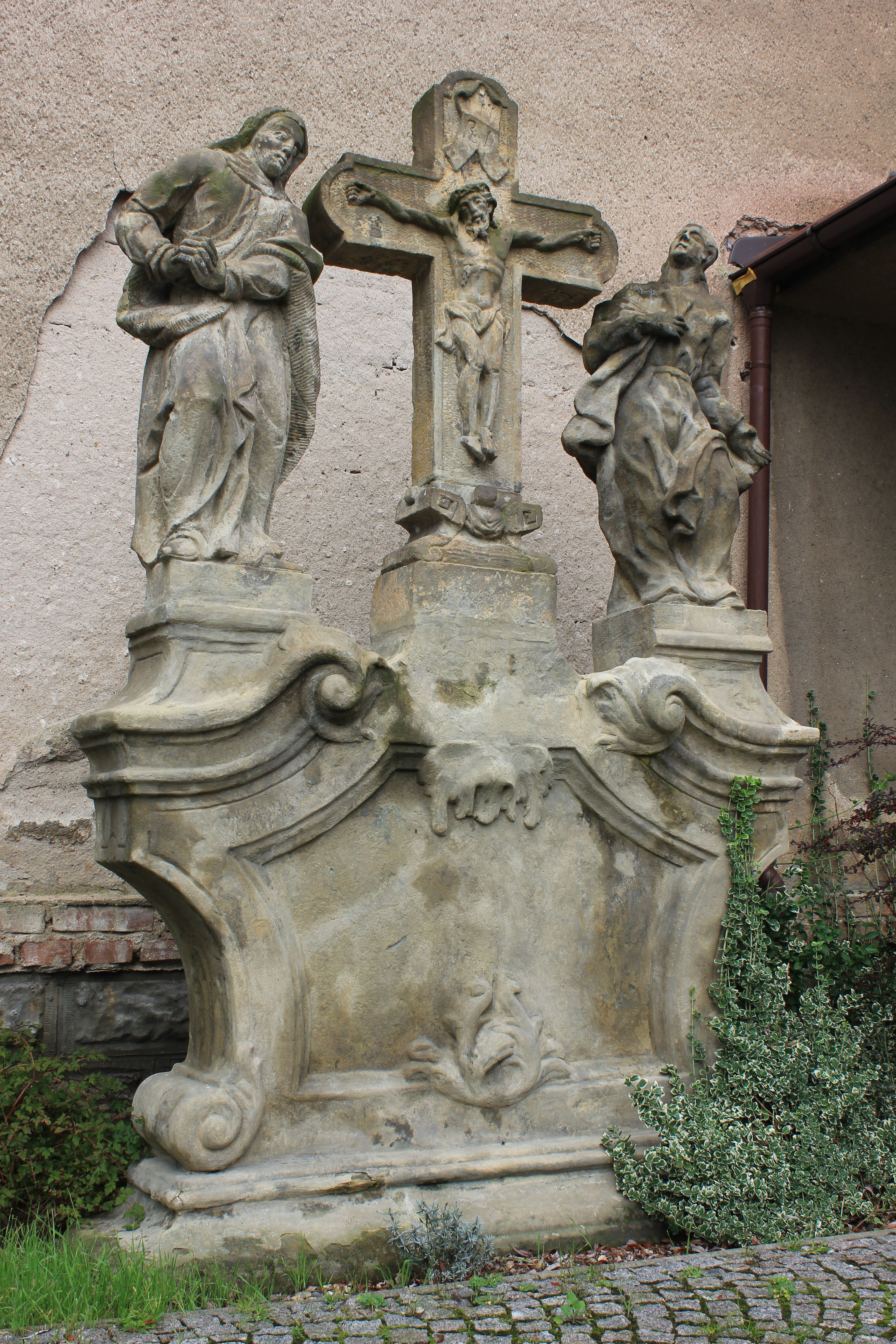
Statuengruppe Kalvarienberg, vor der Kirche

Velký Osek (deutsch Groß Wossek) ist eine Gemeinde in Tschechien. Sie liegt acht Kilometer nördlich des Stadtzentrums von Kolín und gehört zum Okres Kolín.

## Geographie
Velký Osek befindet sich südöstlich der Einmündung der Cidlina in die Elbe am Zusammenfluss der Bäche Bačovka und Sendražická svodnice auf der Ostböhmischen Tafel. Westlich liegt in den Elbauen der zum Naturschutzgebiet erklärte Auwald „Libický luh“, im Südwesten schließt sich das Naturschutzgebiet Tonice-Bezedná an.
Zweieinhalb Kilometer nördlich wird das Dorf von der Autobahn D 11/Europastraße 67 umfahren, dort befindet sich die Abfahrt 42 „Poděbrady-východ“. Durch Velký Osek führt die Elbtalbahn Kolín–Děčín, von ihr zweigt in einer großen Wendeschleife die Bahnstrecke nach Trutnov bzw. Hradec Králové ab. Südöstlich liegt das Gelände der TPCA.
Nachbarorte sind Libice nad Cidlinou und Kanín im Norden, Sány im Nordosten, Hájky, Polní Chrčice, Ohaře und Volárna im Osten, Ovčáry im Südosten, Veltruby im Süden, Pňov-Předhradí im Südwesten, Oseček im Westen sowie Kluk im Nordwesten.

## Geschichte
Die erste schriftliche Erwähnung von Osek erfolgte 1228, als das Dorf zusammen mit Libice nad Cidlinou, Kanín, Opolany, Odřepsy und Oldříš dem Benediktinerinnenkloster des Hl. Georg auf der Prager Burg gehörte. Das Dorf entstand am Rande eines von mehreren Flussarmen der Elbe gebildeten Sumpfgebietes. 1366 verkaufte die Äbtissin Elisabeth den wüsten Hof Libice einschließlich Gerichtsbarkeit über die Dörfer Libice, Opolany, Oldříš und Osík, die jedoch weiterhin klösterlicher Besitz blieben, an Ješek von Všechlapy. Kaiser Sigismund entzog dem Kloster 1437 im Tausch gegen Potštýn den Libicer Sprengel und überließ diesen als Teil von insgesamt 14 Dörfern bei Poděbrady an Georg von Podiebrad als Dank für geleistete Verdienste. Nachdem der inzwischen zum König gewählte Georg von Podiebrad 1458 die Herrschaft Kolín von Bedřich von Strážnice erworben hatte, schloss er Osík an diese an. Zu den weiteren Besitzern gehörten Matthias Corvinus, die Adelsgeschlechter Pernstein, Zierotin und Kinsky sowie das Fürsterzbistum Salzburg. Zwischen dem 17. und 19. Jahrhundert erfolgten Begradigungen des Flusslaufes, wobei die westlich von Velký Osek im Kameralwald befindlichen alten Elbarme abgeworfen wurden. Im Jahre 1788 entstand in Wossek ein Kontributionsspeicher für die umliegenden Dörfer. 1827 wurde Wossek als Teil der Herrschaft Kolín an den aus Wallern stammenden Textilfabrikanten Jacob Veith verkauft, der es durch die Produktion von Pikeewaren zu großem Reichtum gebracht. Veith, der in den erblichen Freiherrnstand erhoben war, verstarb 1833. Das Erbe, zu dem insgesamt drei Herrschaften gehörten, trat sein Sohn Wenzel Baron Veith († 1852) an.
Im Jahre 1843 bestand das im Kauřimer Kreis gelegene Rustikaldorf Groß-Wosek bzw. Welký Wosek aus 44 Häusern, in denen 260 Personen, darunter 15 protestantische und eine jüdische Familie lebten. Im Ort gab es eine Schule und ein Wirtshaus. Abseits – auf dem Damm des ehemaligen Teiches Bačow – stand das obrigkeitliche Forsthaus Bačow. Katholischer Pfarrort war Weltrub; der Amtsort war Kaisersdorf. Bis zur Mitte des 19. Jahrhunderts blieb Groß-Wosek der Herrschaft Kolín untertänig.
Nach der Aufhebung der Patrimonialherrschaft bildete Vosek/Wossek ab 1849 eine Gemeinde im Gerichtsbezirk Kolin. Veiths Erben verkauften die Güter 1862 an Franz Horsky. Horsky ließ 1863 die Teichstätte Bačov trockenlegen und das Flüsschen Bačovka regulieren. Ab 1868 gehörte das Dorf zum Bezirk Kolin. Im Jahre 1869 begann die Österreichische Nordwestbahn mit dem Bau der Eisenbahnen von Kolín nach Jungbunzlau und von Wossek nach Pelsdorf. Der Bau des Bahnhofes erfolgte ab 1870 nach Plänen der Gebrüder Teibach aus Kutná Hora. Nachdem ab Ende des Jahres 1870 erste Arbeitszüge die Strecken befahren hatten, wurde am 1. Mai 1871 ein regulärer Güter- und Personenverkehr aufgenommen. 1871 erfolgte der Umbau des nicht mehr genutzten Wosseker Speichers zu einem Wohngebäude am Bahnhof. In den Jahren 1870–1871 ließ Horsky von Horskyfeld vom Bahnhof Wossek eine vier Kilometer lange Zweigbahn zu seinem Hof Karolín bei Freudenek anlegen, auf der die Wagen mit Pferdekraft gezogen wurden. Bis zur Einführung des heutigen Namens Velký Osek im Jahre 1920 fanden die Namen Osek und Velký Vosek/Groß Wossek Verwendung. Die Zweigbahn nach Karolín wurde 1925 stillgelegt. 1952 wurden die Flussregulierungsarbeiten an der Elbe abgeschlossen. Seit 1997 führt die Gemeinde ein Wappen und Banner.

## Gemeindegliederung
Für die Gemeinde Velký Osek sind keine Ortsteile ausgewiesen. Zu Velký Osek gehört die Einschicht Bačov (Baczow).

## Sehenswürdigkeiten
- katholische Kirche Herz Jesu, erbaut 1934
- Mineralquelle „obecní“ am Husova náměstí, artesischer Brunnen
- Mineralquelle „Čvančarův“, 1935 von Ladislav Čvančara erschrotet
- Statuengruppe Kalvarienberg vor der Kirche; die 1761 aus rötlichem Sandstein gefertigte Figurengruppe mit Christuskreuz befand sich ursprünglich in Pňov-Předhradí.